# Onoriu Sasu
Onoriu Sasu (n. 24 noiembrie 1879, Sibiu – d. 1 iunie 1959, Târgu-Mureș) a fost un deputat în Marea Adunare Națională de la Alba Iulia, organismul legislativ reprezentativ al „tuturor românilor din Transilvania, Banat și Țara Ungurească”, cel care a adoptat hotărârea privind Unirea Transilvaniei cu România, la 1 decembrie 1918.

## Biografie
A fost preot în Daneș, fiind arestat și deportat în Ungaria. A fost membru al Consiliului Național al Comitatului Târnava-Mare și al Consiliului Național din Daneș.

## Activitate politică
După 1918 a fost membru al Partidul Național Liberal (România), fiind deputat între 1927-1928, iar mai apoi senator între 1934-1937. A fost decorat cu Ordinul „Coroana României”, în grad de cavaler.